# Oldřich

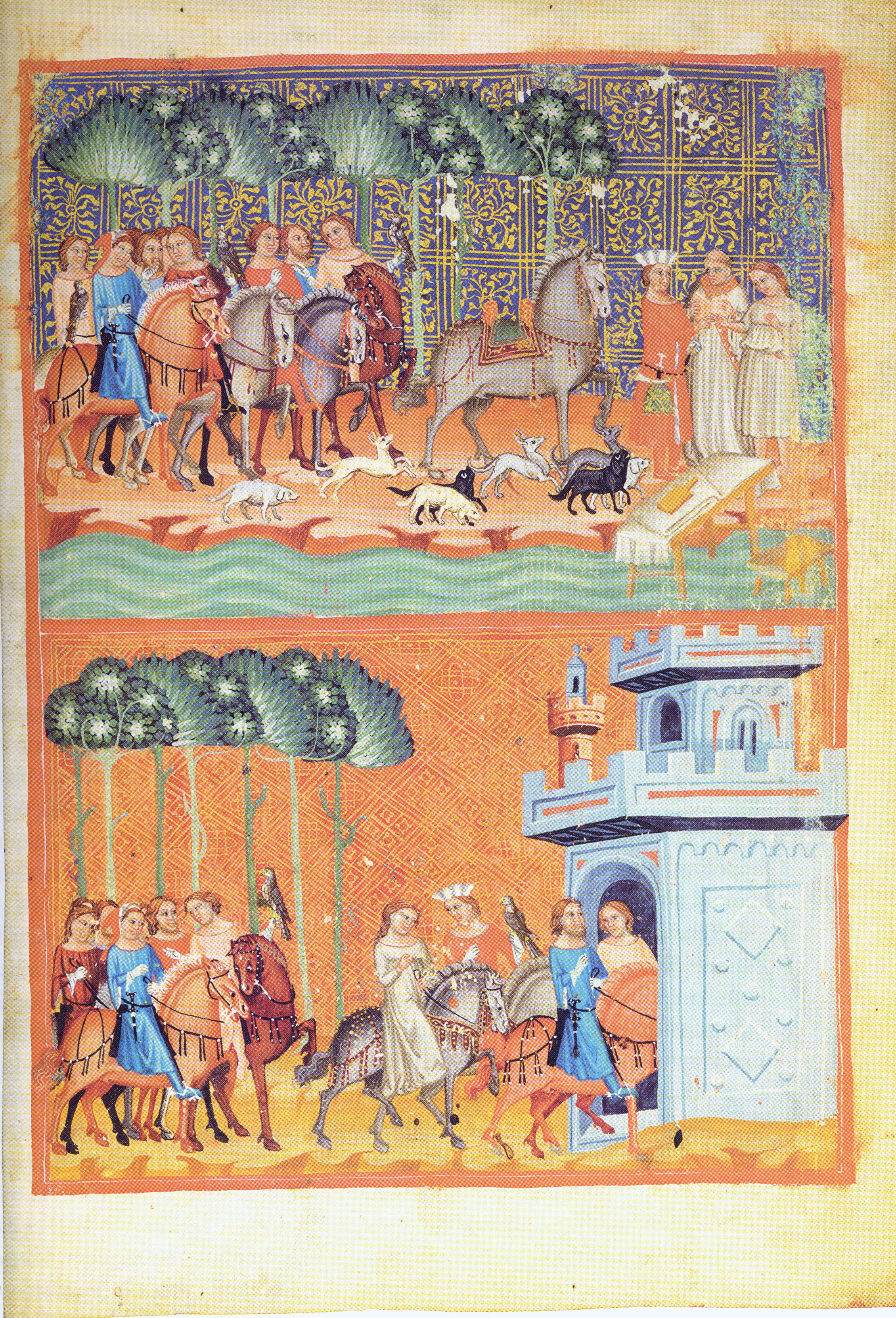
Oldřich und Božena in der Chronik des Dalimil, lateinische Übersetzung, 14. Jahrhundert. Das obere Bild zeigt die Wäsche-Szene, im unteren führt der Herzog Božena in seine Burg.

Oldřich, deutsch auch Udalrich († 9. November 1034), war von 1012 bis 1034 Herzog von Böhmen aus der Dynastie der Přemysliden. Unter seiner Herrschaft kam es nach dem Niedergang Böhmens um die Jahrtausendwende zu einer ersten Konsolidierung des Landes und zu einer Rückeroberung Mährens aus polnischer Besetzung.

## Leben
Oldřich war der dritte Sohn von Boleslav II. und seiner Frau Hemma. Vor seinem Bruder Boleslav III. floh er spätestens Anfang 1002 mit seiner Mutter und dem zweiten Bruder Jaromír nach Regensburg. Nach dem Sturz Boleslavs III. und dem Tod des nur kurz regierenden Herzogs Vladivoj wurden Jaromír und Oldřich vom böhmischen Adel 1003 zurückgerufen und Jaromír zum regierenden Herzog ernannt. Wenige Tage später besetzte der polnische Herzog Bolesław Chrobry Böhmen und setzte Boleslav III. wieder ein. Jaromír und Oldřich mussten erneut fliehen, kehrten aber 1004 nach einer militärischen Intervention durch den römisch-deutschen König Heinrich II. nach Böhmen zurück.
Am 12. Mai 1012 setzte er im Einvernehmen mit König Heinrich II. seinen Bruder als Herzog ab. Er akzeptierte zunächst den römisch-deutschen König bzw. Kaiser als Lehnsherr über Böhmen, versuchte aber später mehrfach, sich aus der Abhängigkeit vom Kaiser zu lösen. In diese Herrschaftsphase fiel eine leichte Konsolidierung des von Unruhen erschütterten Böhmen. Oldřich beseitigte 1014 die adlige Opposition im Land. Dem Gewaltakt fielen vor allem Angehörige der Vršovci zum Opfer, Hauptkonkurrenten der Přemysliden-Dynastie. 1019 eroberte er Mähren, das unter polnischer Vorherrschaft stand. Die Herrschaft in dem eroberten Gebiet übertrug er seinem Sohn Břetislav I. Der Anschluss Mährens trug zu einer Stabilisierung der politischen und wirtschaftlichen Verhältnisse bei. Oldřichs Großvater Boleslav I. hatte im 10. Jahrhundert große Gebiete im Norden und Osten erobert, die aber bis zur Jahrtausendwende verloren gegangen waren. Ein solcher Expansionskurs war gegenüber den erstarkten Nachbarländern Polen und Ungarn zu Beginn des 11. Jahrhunderts nicht mehr durchführbar. Oldřich entsandte die „überflüssigen“ Krieger und Beamten nach Mähren und begann so mit einer Umgestaltung des mittelalterlichen böhmischen Staates hin zu einer Organisation, die nicht mehr auf Eroberungen angewiesen war. Die Territorien Böhmens und Mährens blieben seit dieser Zeit miteinander verbunden.
Im Jahr 1033 wurde der Herzog zum Hoftag in Merseburg vorgeladen, erschien dort aber nicht. Daraufhin nahm ihn der Sohn von Kaiser Konrad II., der spätere Kaiser Heinrich III., gefangen, der Kaiser ließ ihn absetzen und ernannte Jaromír wieder zum Fürsten. Oldřich wurde im folgenden Jahr begnadigt, kehrte nach Böhmen zurück und ließ Jaromír gefangen nehmen und blenden. Auch seinen Sohn Břetislav I., der vom Kaiser mit Mähren belehnt worden war, ließ er vertreiben. Er starb aber schon kurze Zeit später, am 9. November 1034.
Oldřich war verheiratet, der Name seiner Frau ist unbekannt. Die Ehe blieb kinderlos. Für den Fortbestand der Dynastie sorgte er mit Hilfe seiner zweiten Frau Božena, der Mutter Břetislavs I. Diese war nach einer Erzählung des Chronisten Cosmas von Prag die Tochter eines Bauern, die der Herzog auf der Rückkehr von der Jagd beim Wäschewaschen angetroffen und geheiratet hatte, ohne seine erste Ehe aufzulösen.

## Rezeption

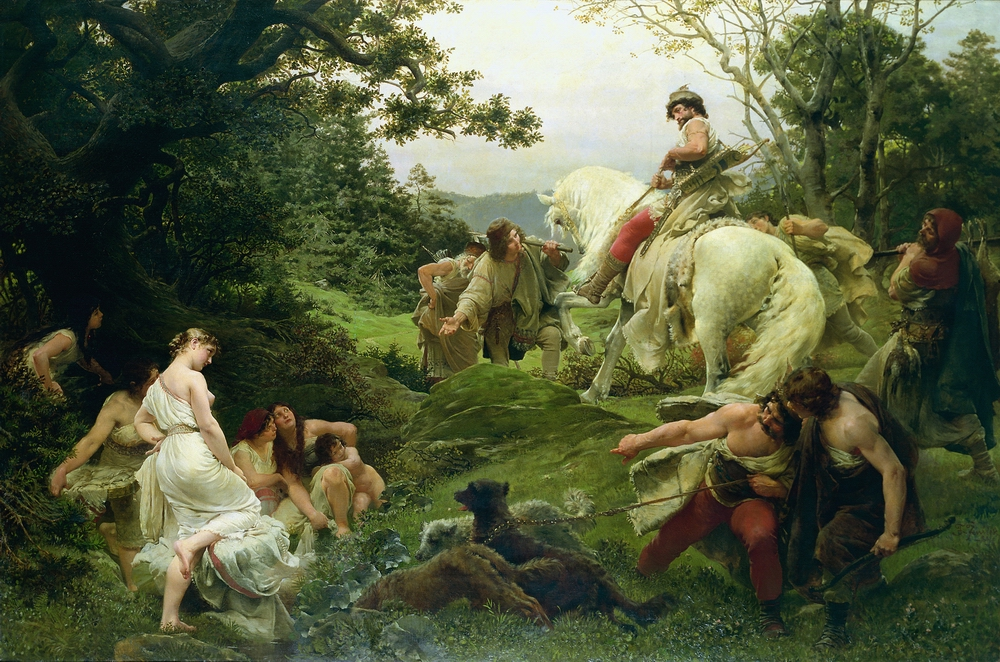
Oldřich und Božena – Monumentalgemälde von František Ženíšek

Die romantische Geschichte von Herzog Oldřich und der schönen Wäscherin Božena war seit dem Mittelalter ein beliebtes Motiv in Literatur, Kunst und Musik. Zu den Werken, die sich des Motivs bedienten, zählen z. B.:
- Die Chronik des Dalimil, 14. Jahrhundert
- Oldřich a Božena. – populäres Gedicht von Josef Jungmann, 1806 (Volltext auf Wikisource)
- Oldřich a Božena. – Oper von František Škroup, uraufgeführt 1828.
- Oldřich a Božena. – Ouvertüre zu einem Marionettenspiel von Bedřich Smetana, 1863.
- Oldřich a Božena. – Monumentalgemälde von František Ženíšek, 1884, das auch als farbige Reproduktion verbreitet war.
- Oldřich a Božena. – Film von Otakar Vávra, 1984.

Udalrich ist eine zentrale Figur im 4. Akt von Karl Egon Eberts Drama Bretislaw und Jutta.